# Jodis putataria
Jodis putataria là một loài bướm đêm trong họ Geometridae.